# Entrepôt G
L'Entrepôt G construit en 1903 est situé sur la Dessauer Ufer dans le quartier de Hambourg Kleiner Grasbrook, dans le port franc sur le port fuvial "Saalehafen". L'entrepôt a trois niveaux et huit compartiments.
Ce bâtiment a été un camp annexe du camp de concentration de Neuengamme. De juillet à septembre 1944 près de 1 500 femmes juives y ont été détenues. Elles devaient effectuer des travaux de nettoyage dans des raffineries et dans d'autres entreprises. En octobre 1944, 1 500 prisonniers masculins sont arrivés. Après un bombardement aérien, ce groupe a été déplacé dans le quartier de Hambourg-Fuhlsbüttel jusqu'en février 1945. Début avril 1945 le camp a été fermé et les détenus transférés à Bergen-Belsen. Un monument commémoratif rappelle l'histoire du bâtiment.

## Camp de Hambourg-Veddel (femmes)

### Création
En juillet 1944, les responsables SS installent dans la zone franche du port de Hambourg le plus grand kommando extérieur de femmes du camp de concentration de Neuengamme, en utilisant des entrepôts situés sur l'île de Veddel (Dessauer Ufer). Les premières occupantes, qui y arrivent le 6 ou 7 juillet 1944, sont 1 000 déportées Juives hongroises et tchèques venant du camp d’Auschwitz-Birkenau. Un mois plus tard, 500 Juives polonaises du Ghetto Litzmannstadt (Łódź), également sélectionnées à Auschwitz-Birkenau, les rejoignent,.
Dans le cadre du programme « Geilenberg » de soutien d’urgence à l’industrie pétrolière sinistrée, les détenues exécutent des travaux de déblaiement pour les grandes raffineries de Hambourg, telles que Rhenania Ossag (Shell), Ebano-Oehler (Esso), J. Schindler ou encore Jung-Öl.

### Évacuation
Le 13 septembre 1944, la SS répartit les femmes en trois groupes et les transfère dans les camps de Hambourg-Sasel, Wedel et Hambourg-Neugraben.

## Camp de Hambourg-Veddel (hommes)

### Création
Le 15 septembre 1944, deux jours après le départ des détenues de l’entrepôt Dessauer Ufer , 2 000 déportés hommes arrivent à Hambourg-Veddel en provenance de Neuengamme,.
Ils effectuent, sous la surveillance de douaniers, des travaux de construction et de déblaiement pour le service des eaux, les brasseries, les entreprises pétrolières et la Reichsbahn. Un kommando de travail est affecté au creusement de fossés anti-chars près de Hittfeld,.
Le 25 octobre 1944, un bombardement allié détruit le camp, faisant 150 victimes parmi les détenus. Les SS transporte les survivants au Kommando extérieur de Fuhlsbüttel, mais leurs lieux de travail restent les mêmes,.
À la mi-février 1945, 800 détenus du camp de Hambourg-Fuhlsbüttel sont transférés à Dessauer Ufer. Un kommando est envoyé à Wilhelmsburg à la production de carburant dans l’entreprise Jung-Öl,.

### Évacuation
Le 14 avril 1945, la SS fait évacuer définitivement le Kommando de Dessauer Ufer et transporte les détenus au camp de prisonniers de guerre de Sandbostel,.

### Mémorial
Fin 1998, l’entrepôt a été classé monument historique. L’intérieur du bâtiment conserve encore des traces laissées par les détenues. À l'extérieur, une plaque a été apposée pour témoigner de l’existence de l’ancien Kommando extérieur.
À Altona, sur la rive de l’Elbe, Cecilia Herrero et Hildegund Schuster ont réalisé en 1995 un tableau mural intitulé « À la mémoire des femmes de Dessauer Ufer », dont la figure centrale est Lucille Eichengreen, une survivante du camp et des marches de la mort,.

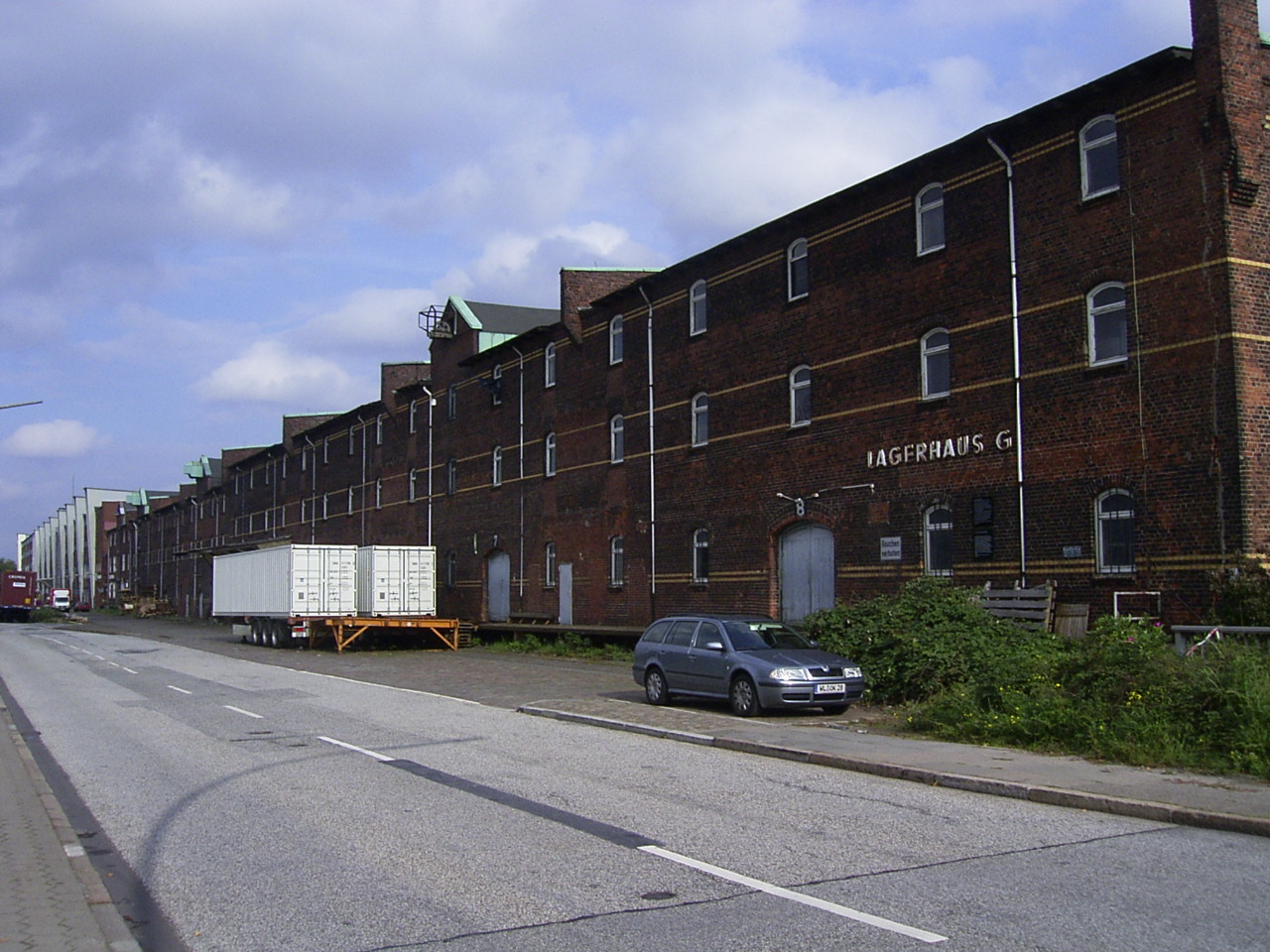
L'entrepôt G.
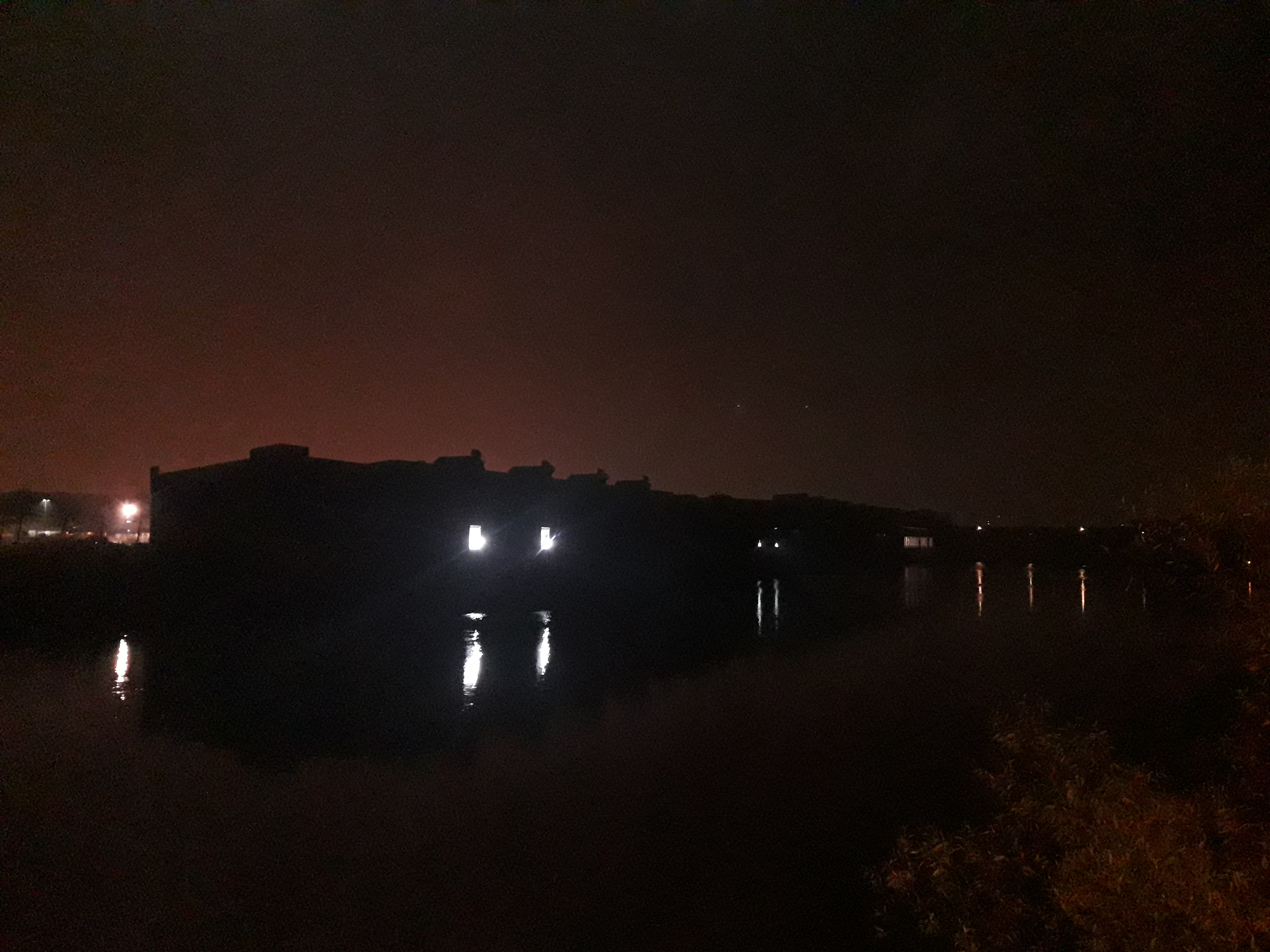
L'entrepôt G la nuit du 9 novembre 2018.

- (de) Cet article est partiellement ou en totalité issu de l’article de Wikipédia en allemand intitulé « Lagerhaus G » (voir la liste des auteurs).